# Langogne
Langogne [lɑ̃ɡɔɲ] ist eine französische Gemeinde mit 2860 Einwohnern (Stand 1. Januar 2022) im Département Lozère in der Region Okzitanien.

## Geografie
Langogne ist eine Ortschaft am Oberlauf des Flusses Allier nördlich der Cevennen. Der Fluss Langouyrou mündet im Norden der Ortschaft in den Allier. Der Stausee Lac de Naussac liegt westlich der Gemeinde.

## Bevölkerungsentwicklung
| Jahr      | 1962 | 1968 | 1975 | 1982 | 1990 | 1999 | 2011 | 2018 |
| Einwohner | 4184 | 4096 | 3760 | 3542 | 3380 | 3095 | 2969 | 2886 |

## Bildung und Kultur
Das Musée de la Filature des Calquières, le Monde de Filaine beschäftigt sich mit der Textilverarbeitung (Wollspinnerei) in der Region.

## Verkehr
In Langogne beginnt das Kernstück der Cevennenbahn.

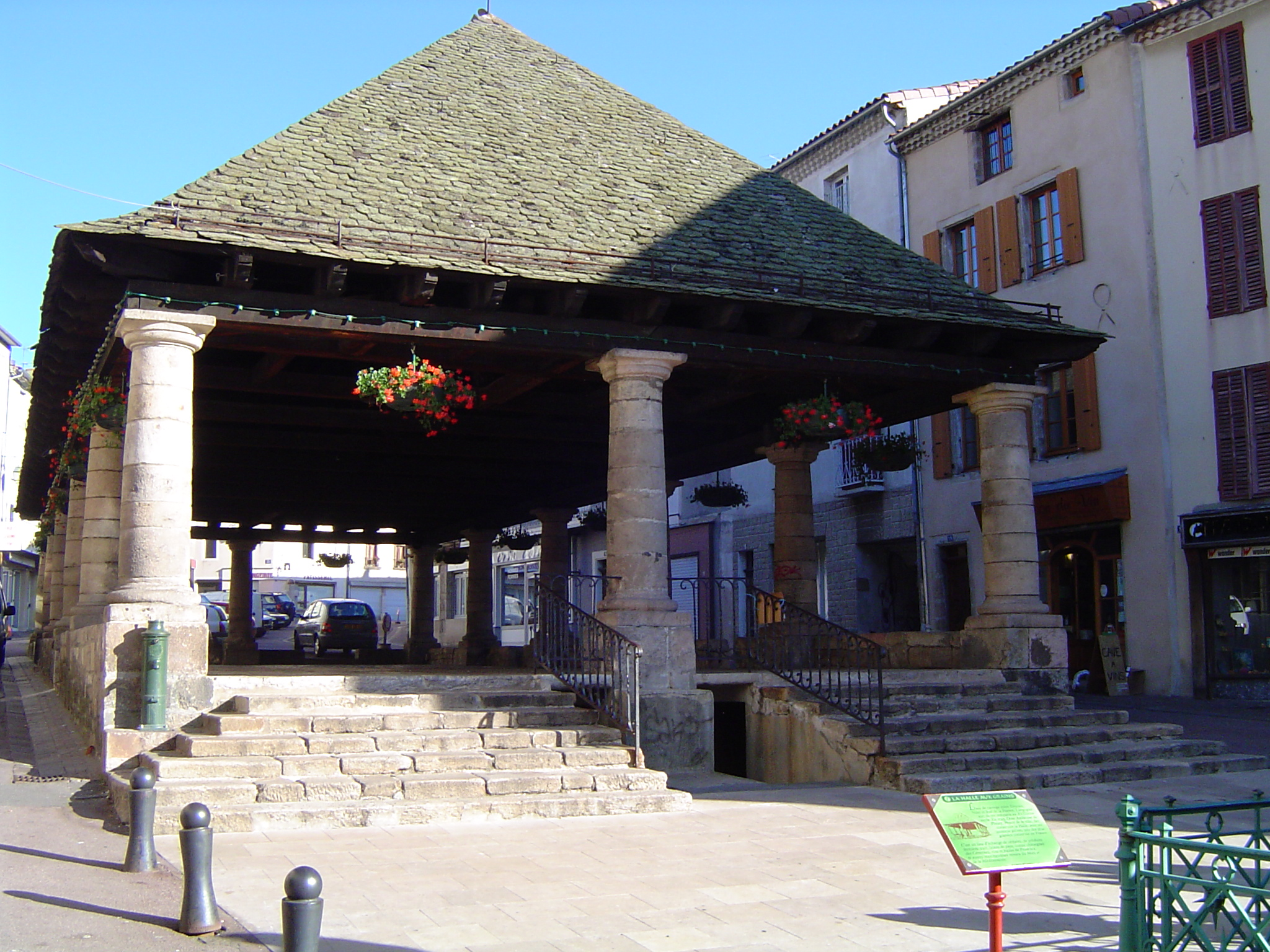
Markthalle aus dem 18. Jahrhundert
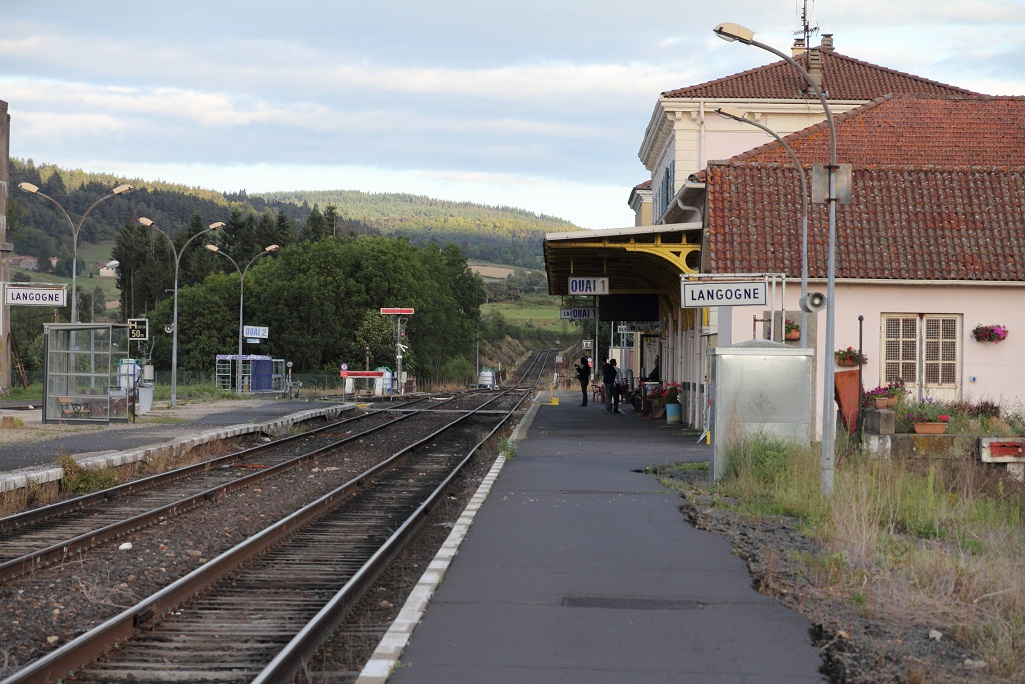
Bahnhof
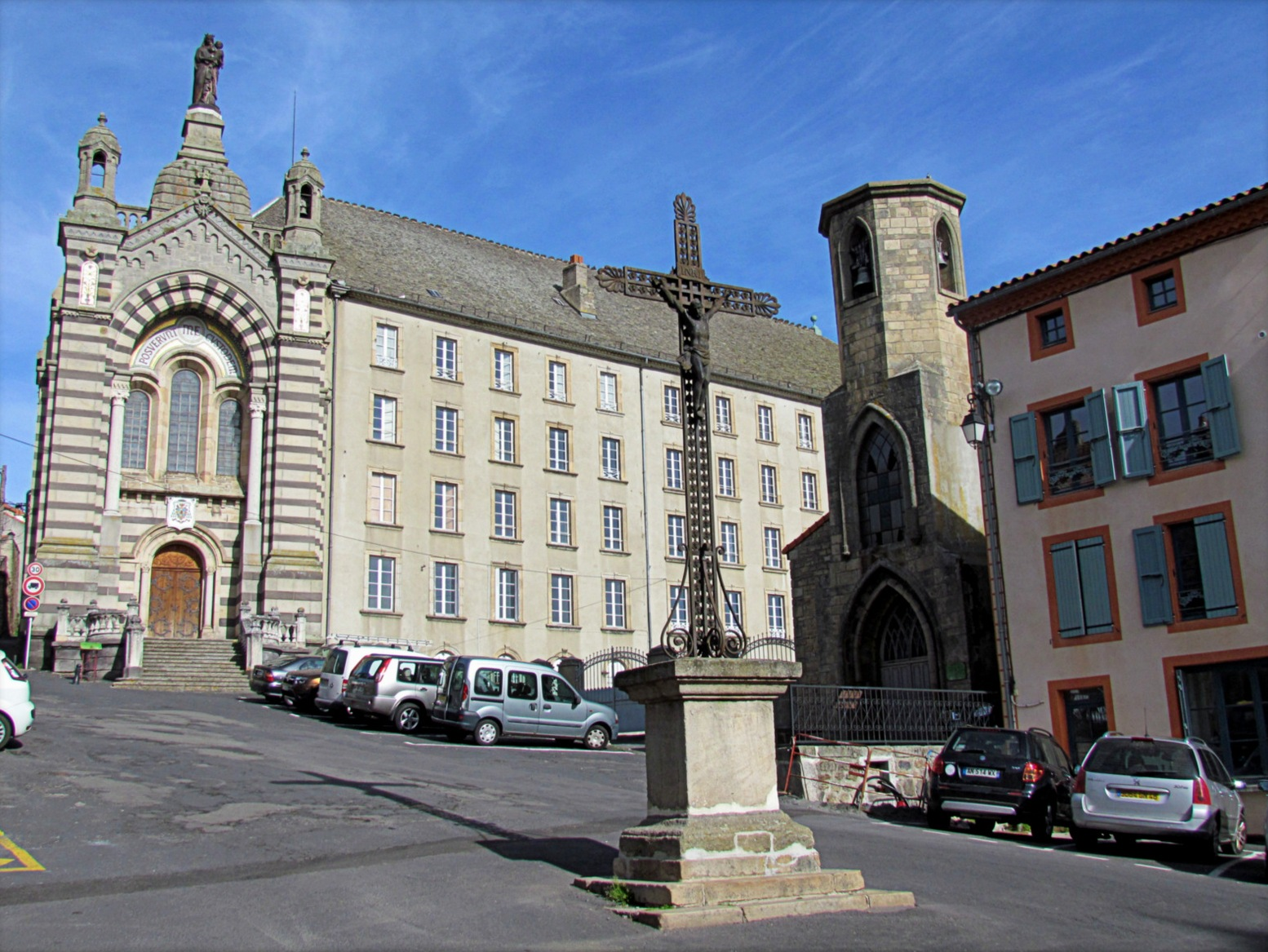
Chapelle du couvent (links) und Chapelle des pénitents

## Gemeindepartnerschaft
Langogne unterhält eine Partnerschaft zur pfälzischen Gemeinde Albisheim (Pfrimm).

## Persönlichkeiten
- François Durand (* 1973), römisch-katholischer Geistlicher, Bischof von Valence